# Катеринославська духовна семінарія
Катеринославська духовна семінарія — середній духовний навчальний заклад Катеринославської єпархії Відомства православного сповідання Російської імперії, що готувала священно- і церковнослужителів в Україні. Існувала з 1804 — по 1918 рік.

## Історія будинку
З кінця 1786 року, після перейменування Слов'янської і Херсонес-Таврійській єпархії в Катеринославську і Херсонес-Таврійську, Полтавська слов'янська семінарія офіційно стала називатися Катеринославської, але як і раніше залишалася в Полтаві. У 1798 році семінарію перевели в Новомиргород Херсонської губернії, а 1803 — до Катеринослава (тепер Дніпро).
10 листопада 1804 за розпорядженням катеринославського губернатора барона фон Берга покинутий будинок статського радника Петра Штерича був переданий для розміщення Катеринославської духовної семінарії. Будинок виявився придатний тільки для навчальних класів. Місця для служб, квартир викладачів та учнівського гуртожитку в ньому не знайшлося. Обраний у тому ж році губернатором П. І. Штерич незабаром після розміщення семінарії прислав вимогу про негайне звільнення будинку, так як для виконання обов'язків йому було необхідно влаштуватися в Катеринославі.
У 1820 році поміщик Жмелев, якому тоді належала садиба, виявив бажання продати її. Архієпископ Іов Потьомкін вирішив придбати її для семінарії. Збереглася думка інспектора семінарії Макарія, який вказував на непристосованість будинку Жмелева. Будинок знаходився далеко від міста і був практично недоступний взимку, невеликий, дуже запущений і потребував щорічних серйозних ремонтах, а на 9000 рублів, які за нього просять, Макарій пропонував побудувати новий будинок на власній землі семінарії. Незважаючи на всі ці заперечення, у березні 1823 була укладена купча на садибу.
В 1830-і роки семінарія вже займає гігантську територію — колишньою вул. Дзержинського її володіння тягнулися від будинку № 29 до межі парку імені Т. Шевченка. Тут хаотично розташовувалося більше десятка невеликих дерев'яних будиночків, в яких розміщувалися квартири викладачів, учнівські гуртожитки, лікарня, служби. У 1840-х роки семінарія продала все своє володіння губернському предводителю дворянства Петру Ананійовичу Струкову.
У 1871 році за проектом архітектора К. Є. Лазарєва в Катеринославі (по лівій стороні Катерининського проспекту, № 11 між Семінарською вулицею (пізніше вул. Клари Цеткін) і Гоголівської (раніше Волоська вул.) почали будувати нову будівлю духовної семінарії. Пізніше, поруч з головним корпусом семінарії (у дворі) було побудовано гуртожиток для семінаристів.
У головній будівлі семінарії розташовувалася домова Архістратига-Михайлівська церква, а по Семінарською вулиці № 1 була побудована семінарська лікарня (за радянських часів в будівлі лікарні діяв Дитячий туберкульозний санаторій, а в даний час будівля належить приватній особі).
У Катеринославській духовній семінарії вчилися видатні українці:
- у 1883-89 письменник Микола Чернявський (1867/68-1938);
- у 1911-1917 співак Іван Паторжинський (1896-1960).

Семінарія погромлена і закрита російським більшовицьким урядом у 1918 році.
В даний час в приміщенні розташовується Дніпропетровський національний університет імені Олеся Гончара.

## Ректори
- Іаков (Вечерков) (20 серпня 1823—1832)
- Іона Капустін (16 березня 1836 — сер. 1840-х)
- Нікандр Покровський (20 жовтня 1848—1850)
- Данило Мусатов (1852 — 17 червня 1855)
- Павло Доброхотов (15 грудня 1855—1859)
- Антоній Ніколаєвський (16 травня 1859—1867)
- Далмат Долгополов (6 березня 1867—1883)
- Михайло Разногорський (21 квітня 1883 -  27 січня 1892)
- Віктор Преображенський (4 березня 1892-1894)
- Знаменський Михайло Ксенофонтович (1894—1896)
- Іона Вуколов (1896—1898)
- Агапіт Вишневський (1898—1902)
- Іоанникій Дячков (1902—1904)
- Андрій Одинцов (березень 1906 — 29 січня 1914)
- Варлаам Новгородський (1914—1915)
- протоієрей Йосип Кречетович (лютий 1915 — 18 листопада 1917)